# Halowe Mistrzostwa Europy w Lekkoatletyce 2019 – trójskok mężczyzn
Trójskok mężczyzn – jedna z konkurencji technicznych rozgrywanych podczas halowych lekkoatletycznych mistrzostw Europy w hali Emirates Arena w Glasgow. Tytułu mistrza sprzed dwóch lat nie obronił Portugalczyk Nelson Évora, który tym razem zdobył srebrny medal.

## Terminarz
| Data    | Godzina |              |
| ------- | ------- | ------------ |
| 1 marca | 20:25   | Kwalifikacje |
| 3 marca | 19:26   | Finał        |

## Statystyka

### Rekordy
Tabela prezentuje halowy rekord świata, rekord Europy w hali, rekord halowych mistrzostw Europy, a także najlepsze osiągnięcia w hali w Europie i na świecie w sezonie 2019 przed rozpoczęciem mistrzostw.
|                                               | Zawodnik             | Wynik | Miejsce | Data                  |
| --------------------------------------------- | -------------------- | ----- | ------- | --------------------- |
| Rekord świata                                 | Teddy Tamgho         | 17,92 | Paryż   | 6 marca 2011(dts)     |
| Rekord Europy                                 | Teddy Tamgho         | 17,92 | Paryż   | 6 marca 2011(dts)     |
| Rekord mistrzostw Europy                      | Teddy Tamgho         | 17,92 | Paryż   | 6 marca 2011(dts)     |
| Najlepszy wynik na świecie w 2019 roku (hala) | Fabrice Zango        | 17,58 | Paryż   | 27 stycznia 2019(dts) |
| Najlepszy wynik w Europie w 2019 roku (hala)  | Pedro Pablo Pichardo | 17,32 | Braga   | 17 lutego 2019(dts)   |

### Najlepsze wyniki w Europie
Poniższa tabela przedstawia 10 najlepszych rezultatów na Starym Kontynencie w sezonie 2019 przed rozpoczęciem mistrzostw.

W zestawieniu nie ujęto rosyjskich lekkoatletów zawieszonych z powodu afery dopingowej, z wyłączeniem startujących w mistrzostwach jako autoryzowani lekkoatleci neutralni.
| Pozycja | Zawodnik             | Reprezentacja | Wynik | Data                | Miejsce  |
| ------- | -------------------- | ------------- | ----- | ------------------- | -------- |
| 1.      | Pedro Pablo Pichardo | Portugalia    | 17,32 | 17 lutego(dts) br   | Braga    |
| 2.      | Simo Lipsanen        | Finlandia     | 16,98 | 10 lutego(dts) br   | Liévin   |
| 3.      | Yoann Rapinier       | Francja       | 16,95 | 19 stycznia(dts) br | Eaubonne |
| 4.      | Lewon Aghasjan       | Armenia       | 16,79 | 20 lutego(dts) br   | Stambuł  |
| 5.      | Nelson Évora         | Portugalia    | 16,77 | 17 lutego(dts) br   | Braga    |
| 6.      | Simone Forte         | Włochy        | 16,76 | 17 lutego(dts) br   | Ankona   |
| 7.      | Max Heß              | Niemcy        | 16,74 | 17 lutego(dts) br   | Lipsk    |
| 8.      | Fabrizio Donato      | Włochy        | 16,72 | 17 lutego(dts) br   | Ankona   |
| 9.      | Tobia Bocchi         | Włochy        | 16,71 | 17 lutego(dts) br   | Ankona   |
| 10.     | Nazim Babayev        | Azerbejdżan   | 16,68 | 16 lutego(dts) br   | Stambuł  |

Pogrubioną czcionką oznaczono zawodników, którzy wystartowali na mistrzostwach.

## Rezultaty

### Kwalifikacje
Do kwalifikacji przystąpiło 18 skoczków. Awans do finału dawało osiągnięcie odległości 16,70 m (Q) lub zajęcie jednego z pierwszych ośmiu miejsc (q).
Opracowano na podstawie materiału źródłowego.
| Poz. | Zawodnik          | Reprezentacja                      | #1    | #2    | #3    | Rezultat | Uwagi |
| ---- | ----------------- | ---------------------------------- | ----- | ----- | ----- | -------- | ----- |
| 1.   | Nelson Évora      | Portugalia                         | 16,47 | 16,89 | –     | 16,89    | Q,    |
| 2.   | Max Heß           | Niemcy                             | 16,35 | 16,81 | –     | 16,81    | Q,    |
| 3.   | Nazim Babayev     | Azerbejdżan                        | 16,81 | –     | –     | 16,81    | Q,    |
| 4.   | Tomáš Veszelka    | Słowacja                           | x     | 16,78 | –     | 16,78    | Q,    |
| 5.   | Kevin Luron       | Francja                            | 16,48 | x     | 16,65 | 16,65    | q,    |
| 6.   | Simone Forte      | Włochy                             | 16,64 | x     | –     | 16,64    | q     |
| 7.   | Yoann Rapinier    | Francja                            | x     | 16,55 | 16,28 | 16,55    | q     |
| 8.   | Nathan Douglas    | Wielka Brytania                    | 16,10 | 16,48 | –     | 16,48    | q,    |
| 9.   | Simo Lipsanen     | Finlandia                          | 16,10 | 16,43 | x     | 16,43    |       |
| 10.  | Lewon Aghasjan    | Armenia                            | x     | 16,32 | 16,38 | 16,38    |       |
| 11.  | Aleksiej Fiodorow | Autoryzowani lekkoatleci neutralni | 16,27 | 16,28 | 16,23 | 16,28    |       |
| 12.  | Can Özüpek        | Turcja                             | 15,65 | 16,12 | 16,28 | 16,28    |       |
| 13.  | Tobia Bocchi      | Włochy                             | 16,23 | x     | x     | 16,23    |       |
| 14.  | Necati Er         | Turcja                             | x     | 16,10 | 16,21 | 16,21    |       |
| 15.  | Pablo Torrijos    | Hiszpania                          | 15,69 | 15,83 | 16,18 | 16,18    |       |
| 16.  | Elvijs Misāns     | Łotwa                              | x     | 16,02 | 16,16 | 16,16    |       |
| 17.  | Julian Reid       | Wielka Brytania                    | 15,74 | 12,94 | 15,93 | 15,93    |       |
| 18.  | Fabrizio Donato   | Włochy                             | 15,61 | 15,93 | x     | 15,93    |       |
| –    | Adrian Świderski  | Polska                             |       |       |       | DNS      |       |

### Finał
Opracowano na podstawie materiału źródłowego.
| Poz. | Zawodnik       | Reprezentacja   | Próby | Próby | Próby | Próby | Próby | Próby | Wynik | Uwagi |
| Poz. | Zawodnik       | Reprezentacja   | 1     | 2     | 3     | 4     | 5     | 6     | Wynik | Uwagi |
| ---- | -------------- | --------------- | ----- | ----- | ----- | ----- | ----- | ----- | ----- | ----- |
| 01 ! | Nazim Babayev  | Azerbejdżan     | 16,97 | x     | x     | 17,29 | x     | x     | 17,29 | PB    |
| 02 ! | Nelson Évora   | Portugalia      | 16,68 | x     | x     | 17,11 | x     | x     | 17,11 | SB    |
| 03 ! | Max Heß        | Niemcy          | x     | 16,93 | x     | 16,68 | 17,10 | x     | 17,10 | SB    |
| 4.   | Yoann Rapinier | Francja         | x     | 16,72 | 15,66 | 15,71 | x     | x     | 16,72 |       |
| 5.   | Kevin Luron    | Francja         | 16,63 | 16,37 | x     | x     | 14,89 | x     | 16,63 |       |
| 6.   | Tomáš Veszelka | Słowacja        | 16,11 | 16,35 | 15,99 | –     | x     | x     | 16,35 |       |
| 7.   | Nathan Douglas | Wielka Brytania | 16,33 | x     | 15,36 | x     | 15,98 | x     | 16,33 |       |
| 8.   | Simone Forte   | Włochy          | 15,54 | x     | x     | r     | –     | –     | 15,54 |       |